# Neobisium stankovici
Espèce
Neobisium stankovici est une espèce de pseudoscorpions de la famille des Neobisiidae.

## Distribution
Cette espèce est endémique de Serbie. Elle se rencontre à Gornja Držina dans la grotte Velika Pećina.

## Étymologie
Cette espèce est nommée en l'honneur de Siniša Stanković.

## Publication originale
- Ćurčić, 1972 : Neobisium (Blothrus) stankovici, nouvelle espèce de pseudoscorpions cavernicoles de la Serbie orientale. Fragmenta Balcanica, vol. 9, p. 85-96.